# وليد دهاودي
 وليد دهاودي  (1994 تونس) هو لاعب كرة قدم تونسي.

## روابط خارجية
- وليد دهاودي على موقع قاعدة بيانات كرة القدم.إي يو (الإنجليزية)